# Голобинєк-при-Планині
Голобинєк-при-Планині (словен. Golobinjek pri Planini) — поселення в общині Шентюр, Савинський регіон, Словенія. 
Висота над рівнем моря: 482,6 м.